# Фарадж Саїд бін Ґанем
Фарадж Саїд бін Ґанем (араб. فرج سعيد بن غانم‎‎; 1937 – 5 серпня 2007) – єменський політик, третій прем'єр-міністр Ємену.